# Operación Argus
La operación Argus fue una misión secreta dedicada a realizar pruebas nucleares y de misiles efectuada entre agosto y septiembre de 1958 en el océano Atlántico Sur por la Agencia de Defensa Nuclear de Estados Unidos, en colaboración con la misión espacial del Explorer 4. La operación Argus se ejecutó entre las pruebas de la Operación Hardtack I y Operación Hardtack II. En estas pruebas participó la corporación aeronáutica Lockheed y la Comisión de Energía Atómica de Estados Unidos. El tiempo dedicado a las pruebas fue sustancialmente supeditado a la inestabilidad política del momento, en la que se estudiaba prohibir las pruebas nucleares atmosféricas y exoatmosféricas. En consecuencia, las pruebas se redujeron a medio año, en lugar de durar uno o dos años como era habitual.

## Las pruebas
Aproximadamente a 1800  km de Ciudad del Cabo, en Sudáfrica, el USS Norton Sound lanzó tres misiles X-17A armados con cabezas nucleares de 1,7 kilotones W-25 hacia las capas más alta de la atmósfera, donde tuvo lugar la explosión nuclear de gran altitud. Debido a la anomalía del Atlántico Sur, el cinturón de Van Allen está más cercano a la superficie de la Tierra en esta región. Esto sumado a la extraordinaria altitud de las pruebas evitó exponer al personal a cualquier radiación ionizante.
Los programas de medida se coordinaron mediante satélites artificiales, cohetes y aeronave, y desde la superficie mediante estaciones del equipo estadounidense y también de otros gobiernos y agencias.
Las pruebas fueron propuestas por Nicholas Christofilos del equipo del Laboratorio de Radiación de Lawrence (ahora Lawrence Livermore National Laboratory) con el objetivo de demostrar la teoría de Christofilos que argumentaba que una detonación nuclear a gran altitud podría crear un cinturón de radiación en el extremo superior de las capas más altas de la atmósfera. Esos cinturones podrían tener un efecto similar a los cinturones de radiación de Van Allen. Estas radiaciones fueron estudiadas para un posible uso bélico, ya que son capaces de anular las comunicaciones de radio.

## Lista de los lanzamientos Argus
Lista de los lanzamientos Argus.

### Argus I
- Tiempo: 02:28 27 de agosto de 1958 (GMT).
- Ubicación: 38°30′S 11°30′O / -38.5, -11.5
- Altitud: 200 km (124 millas).

### Argus II
- Tiempo: 3:18 30 de agosto de 1958 (GMT).
- Ubicación: 49°30′S 8°12′O / -49.5, -8.2
- Altitud: 256 km (159 millas).

### Argus III
- Tiempo: 22:13 6 de septiembre de 1958 (GMT).
- Ubicación: 48°30′S 9°42′O / -48.5, -9.7
- Altitud: 539 km (335 millas), quizá la explosión nuclear más alta de la Historia.